# Смазнево
Сма́знево (рос. Смазнево) — селище у складі Зоринського району Алтайського краю, Росія. Адміністративний центр Смазневської сільської ради.

## Населення
Населення — 1221 особа (2010; 1192 у 2002).
Національний склад (станом на 2002 рік):
- росіяни — 95 %